# Manfred Rotsch
Manfred Emil Rotsch (* 19. Juni 1924 in Bockau bei Aussig, Tschechoslowakei) ist ein deutscher Spion. Während seiner jahrzehntelangen Tätigkeit als Flugzeugkonstrukteur bei Messerschmitt-Bölkow-Blohm (MBB) verriet er technische und militärische Geheimnisse an den KGB, dem er unter dem Decknamen „Emil“ seit Anfang der 1950er-Jahre als Agent angehört hatte. Als er 1984 enttarnt und verhaftet wurde, war er der wahrscheinlich dienstälteste KGB-Agent in der Bundesrepublik Deutschland.

## Leben
Rotsch wuchs im Sudetenland auf und studierte nach seinem Kriegsdienst im Zweiten Weltkrieg ab 1949 Luftfahrzeugbau an der Technischen Hochschule Dresden, wo er sich bei der FDJ engagierte. Es gilt als wahrscheinlich, dass er bereits während seines Studiums vom sowjetischen Nachrichtendienst als Agent angeworben wurde. Im Mai 1954 wurde Rotsch als „Flüchtling“ in die Bundesrepublik eingeschleust und es gelang ihm, sich eine Karriere in der westdeutschen Luftfahrtindustrie aufzubauen. Zunächst bei Heinkel in Stuttgart beschäftigt, leitet er Konstruktionspläne des dort montierten Militärflugzeugs Fouga Magister nach Ost-Berlin weiter. Über den Entwicklungsring Süd gelangte er später zu den Junkers Flugzeug- und Motorenwerken in München, die 1969 im MBB-Konzern aufgingen. Als Abteilungsleiter bei MBB war er unter anderem an der Konstruktion des Jagdbombers Panavia Tornado beteiligt, auch zu den Unterlagen des Raumfahrtprogramms des Konzerns hatte Rotsch Zugang. Nach seiner Verhaftung fand man in seinem Schreibtisch auch Papiere über das Projekt Jäger 90 und Studien über unbemannte Drohnen.
Der Agent schrieb seine Berichte mit Geheimtinte auf die Rückseite seiner regelmäßigen Briefe an eine fiktive Verwandte „Tante Ulla“ in Ost-Berlin, benutzte aber auch tote Briefkästen in München und Speyer. Treffen mit seinem Führungsoffizier fanden regelmäßig in Salzburg statt. Seine Spionagetätigkeit tarnte Manfred Rotsch durch ein unauffälliges Privatleben und eine nach außen hin konservative Einstellung: So lebte er mit seiner Frau und seinen drei Töchtern in einem Einfamilienhaus in Poing, war passionierter Gärtner und Schachspieler und zog als Aktivist der Christlichsozialen Arbeitnehmerschaft 1978 in den Betriebsrat seines Unternehmens ein. Politisch engagierte er sich in seiner Heimatgemeinde bei der CSU und der Sudetendeutschen Landsmannschaft.
1981 trat der hochrangige KGB-Offizier Wladimir Ippolitowitsch Wetrow mit dem französischen Geheimdienst DST in Kontakt und übergab diesem unter dem Decknamen „Farewell“ in der Folge mehrere Tausend interne KGB-Dokumente. Die Auswertung ergab deutlich, dass die Sowjets eine hochrangige Quelle bei den Messerschmitt-Werken haben mussten; dies wurde dem MBB-Konzern im Juni 1983 mitgeteilt. Nach langen Nachforschungen wurde Rotsch im Sommer 1984 als Agent identifiziert und nach mehrmonatiger Beschattung am 20. September 1984 – nur zehn Tage vor seiner geplanten Pensionierung – verhaftet. Im Zuge seiner Verhaftung traten gravierende Sicherheitsmängel in der Rüstungsindustrie zu Tage: Rotsch war seit über 16 Jahren nicht mehr überprüft worden.
Im Juli 1986 wurde Rotsch vom Bayerischen Obersten Landesgericht wegen „geheimdienstlicher Agententätigkeit in einem besonders schweren Fall“ zu einer Haftstrafe von achteinhalb Jahren verurteilt. Bereits ein Jahr später, am 12. August 1987, wurde er in Berlin gegen die Ärztin Christa-Karin Schumann, die frühere Lebensgefährtin von Winfried Baumann, ausgetauscht. Bereits im November 1987 überquerte Rotsch abermals die Grenze, um als Rentner in der Bundesrepublik zu leben.